# Kitabatake Akiie

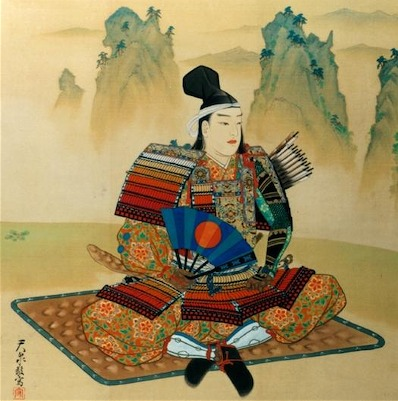
Kitabatake Akiie

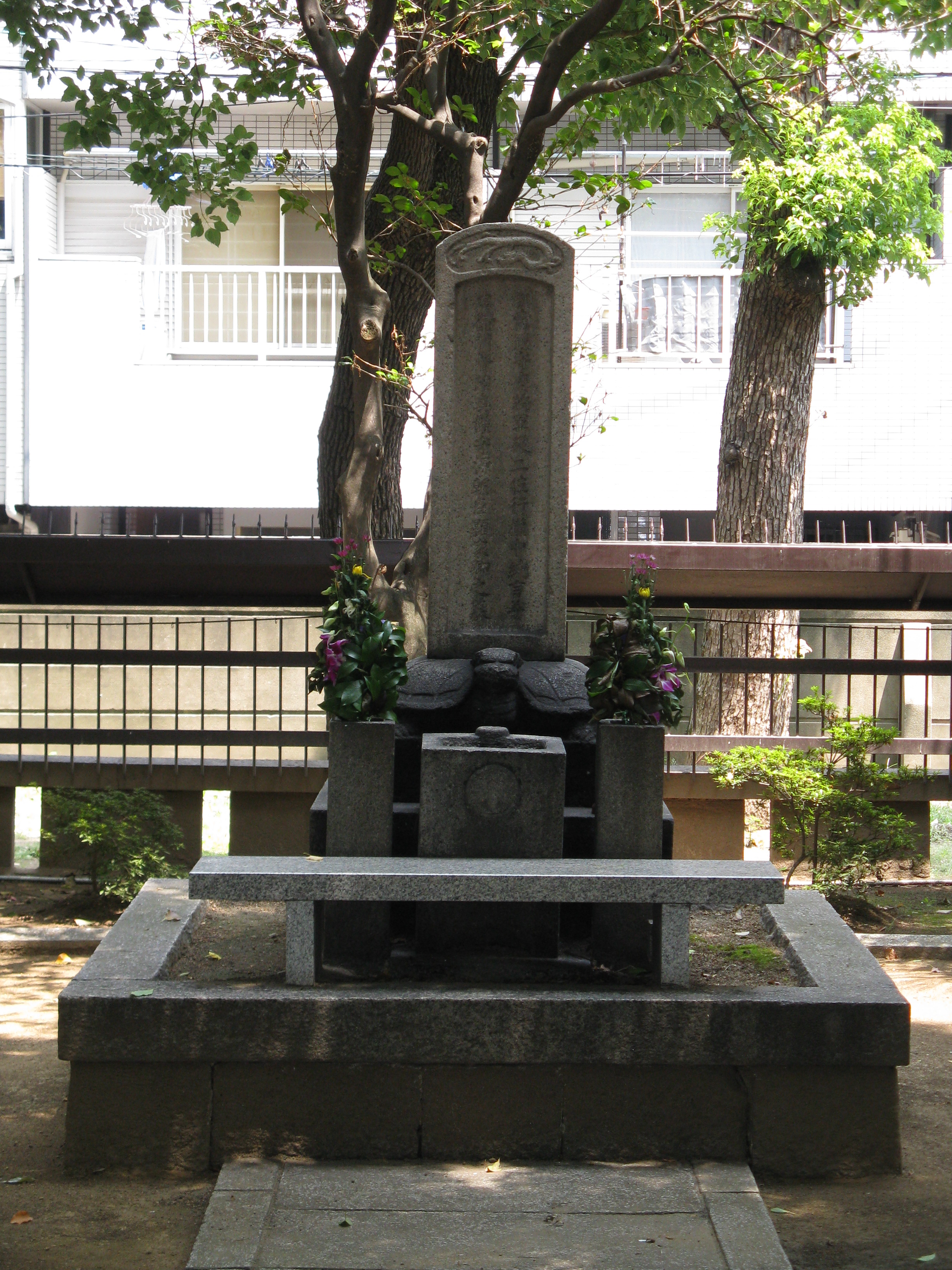
Kitabatakes Grab

Kitabatake Akiie (japanisch 北畠顕家; geboren 3. April 1318; gestorben 10. Juni 1338 in der Provinz Izumi) war ein japanischer Minister und Militärkommandant während der Zeit der „Zeit der Nord- und Südhöfe“.

## Leben und Wirken
Kitabatake Akiie war der älteste Sohn von Kitabatake Chikafusa, einem Vertrautem des Kaisers Go-Daigo. Im Alter von dreizehn Jahren erhielt er den Hofrang eines „Sachūben“ (左中辨) und entwickelte eine neue Zeremonie. In diesem Jahr, so heißt es in dem Geschichtswerk „Masukagami“ (増鏡), führte er einen großartigen Tanz auf, als er Kaiser Go-Gaigo bei seinem Besuch in Kitayama (北山) begleitete. Im Zuge der Kemmu-Restauration (1333–1336) wurde Akiie im Alter von 16 Jahren zum Mutsu-no-kami (陸奥守) ernannt. Er verehrte den kaiserlichen Prinzen Noriyoshi (義良 親王), den späteren Kaiser Go-Murakami, und zog mit der Familie seines Vaters in die Provinz Mutsu. Mit der Burg Taga als Stützpunkt unterwarf er mühsam die beiden Provinzen im Norden Japans und gründete eine Regierungsorganisation nach dem Vorbild des Kamakura-Shogunats.
1335 wandte sich Kitabatake gegen Shogun Ashikaga Takauji, wurde er zum Chinjūfu-Shōgun ernannt, Er verbündete er sich mit Nitta Yoshisada (1301–1338) gegen Takauji, der am Mii-dera geschlagen wurde und die Fernstraße Tōkaidō in Richtung Westen flüchten musste. Dieser Sieg erlaubte es Kaiser Go-Daigo, wie nach Kyōto zurückzukehren. Nachdem sich der Krieg beruhigt hatte, erhielt Akiie den Titel Chinjūfu-Taishōgun (鎮守府大将軍) und kehrte in die Provinz Mutsu zurück, um erneut dem kaiserlichen Prinzen Yoshinaga zu dienen. Als Takauji jedoch die Macht wiedererlangte, verschlechterte sich die Kriegssituation im Norden Japans, Akiie zog von Kokufu (国府) nach Ryōzen (霊山) im Kreis Date, heute Stadtteil von Date.
Auf erneuten Wunsch von Kaiser Go-Daigo kehrte Kitabatake 1337 in den Westen zurück und drang im folgenden Jahr in die Provinz Mino ein und gewann die Schlacht bei Aonohara (青野原). Er umging die Provinzen Ise und Iga und marschierte von Nara nach Kyōto, wurden aber erneut besiegt. Er schickte den kaiserlichen Prinzen Yoshinaga, der ihn begleitete, nach Yoshino und kämpfte im Mai desselben Jahres bei Tennoji in der Provinz Settsu gegen die Shogunatsarmee und starb am 10. Juni in der Schlacht bei Ishizu (石津) in der Provinz Izumi.
Eine Woche vor seinem Tod legte Kitabatake Kaiser Go-Daigo eine sechs Punkte umfassende schriftliche Stellungnahme vor, in der er die neue Regierung kritisierte und forderte, „die Befreiung von Steuern in den Provinzen und die Sparsamkeit sollten im Vordergrund stehen.“ Er lebte ein kurzes Leben von nur 21 Jahren und setzte in seiner Jugend auf Kaiser Go-Daigo und die Kemmu-Restauration.